# Топос V
«Топос V» (исп. Topos V) — скульптура работы испанского скульптора Эдуардо Чильиды (1924-2002). Находится в Готическом квартале на площади Пласа-дель-Рей в Барселоне (Испания). 
Установлена в рамках ретроспективной выставки работ Чильиды, которая проходила в Барселоне в фонде Жоана Миро. Открыта 6 марта 1986 года во время церемонии в присутствии самого скульптора. Инженер Хосе Антонио Фернандес Ордоньес, который обычно работал с Чильидой, помог установить скульптуру. Расположена посреди Главного королевского дворца, часовни св. Агаты и Музея истории города Барселоны.
Название скульптуры происходит от греческого слова «топос», что означает «пространство» или «место». Скульптура выполнена из железа и представляет собой двугранный угол, закрытый с обеих сторон металлическими листами и декорирован небольшими полукруглыми арками. Вес скульптуры составляет около 7 тонн.